# Hôn nhân cùng giới ở Chihuahua
Hôn nhân cùng giới đã được hợp pháp tại bang Chihuahua của México kể từ ngày 12 tháng 6 năm 2015, là kết quả của một nghị định của Thống đốc Chihuahuan César Horacio Duarte Jáquez. Theo quy định, ở México, nếu bất kỳ năm phán quyết nào từ các tòa án về một vấn đề duy nhất dẫn đến kết quả tương tự, các cơ quan lập pháp buộc phải thay đổi luật. Trong trường hợp của Chihuahua, hơn 20 cá thể amparos (thuốc tiêm) đã được quyết định với cùng kết quả, nhưng Cơ quan lập pháp đã không hành động. Trước dự kiến của Tòa án Công lý Tối cao của Quốc gia ra lệnh cho Quốc hội hành động, Thống đốc tuyên bố sẽ không có lệnh cấm nào nữa ở bang này.

## Lịch sử

### Thiệt hại
Vào ngày 30 tháng 4 năm 2013, một cặp đồng tính nam đã yêu cầu Cơ quan đăng ký dân sự Chihuahua kết hôn. Cơ quan đăng ký dân sự bác bỏ vì Bộ luật dân sự nhà nước định nghĩa hôn nhân là sự kết hợp giữa nam và nữ. Vào ngày 7 tháng 5 năm 2013, cặp vợ chồng đã kháng cáo quyết định của Cơ quan đăng ký dân sự và vào ngày 19 tháng 8, Thẩm phán Jose Juan Múzquiz Gómez, của Tòa án quận Chihuahua, đã công nhận rằng họ có quyền kết hôn. Cơ quan đăng ký dân sự đã có đến ngày 3 tháng 9 để kháng cáo quyết định này. Chính phủ của tiểu bang đã không kháng cáo quyết định và cho phép thời hạn kết thúc, do đó cho phép các cặp vợ chồng kết hôn. Vào ngày 31 tháng 10 năm 2013, một cặp vợ chồng thứ hai trong tiểu bang (và cặp đôi đồng tính nữ đầu tiên) đã được trao lệnh cấm 389/2013 tại Tòa án Quận 7. Vào tháng 2 năm 2014, họ kết hôn và là cặp đôi cùng giới đầu tiên kết hôn tại thành phố Juárez. Vào ngày 22 tháng 11 năm 2013, Thẩm phán Ignacio Cuenca Zamora, từ Tòa án Quận Tám, đã ban lệnh cấm thứ ba trong tiểu bang cho một cặp đồng tính nữ. Vào tháng 12 năm 2013, một cặp vợ chồng thứ tư ở Chihuahua đã được ban lệnh cấm. Họ là cặp đôi nam đầu tiên kết hôn ở Juárez và long trọng hóa cuộc hôn nhân của họ vào ngày 13 tháng 2 năm 2014. Vào tháng 2 năm 2014, một lệnh cấm cá nhân thứ năm để kết hôn ở Chihuahua đã được cấp cho Hiram Gonzalez, chủ tịch của Trung tâm phân nhóm nhân văn liên quan đến nghiên cứu định hướng tình dục (CHEROS).